# Corrida de Vasa

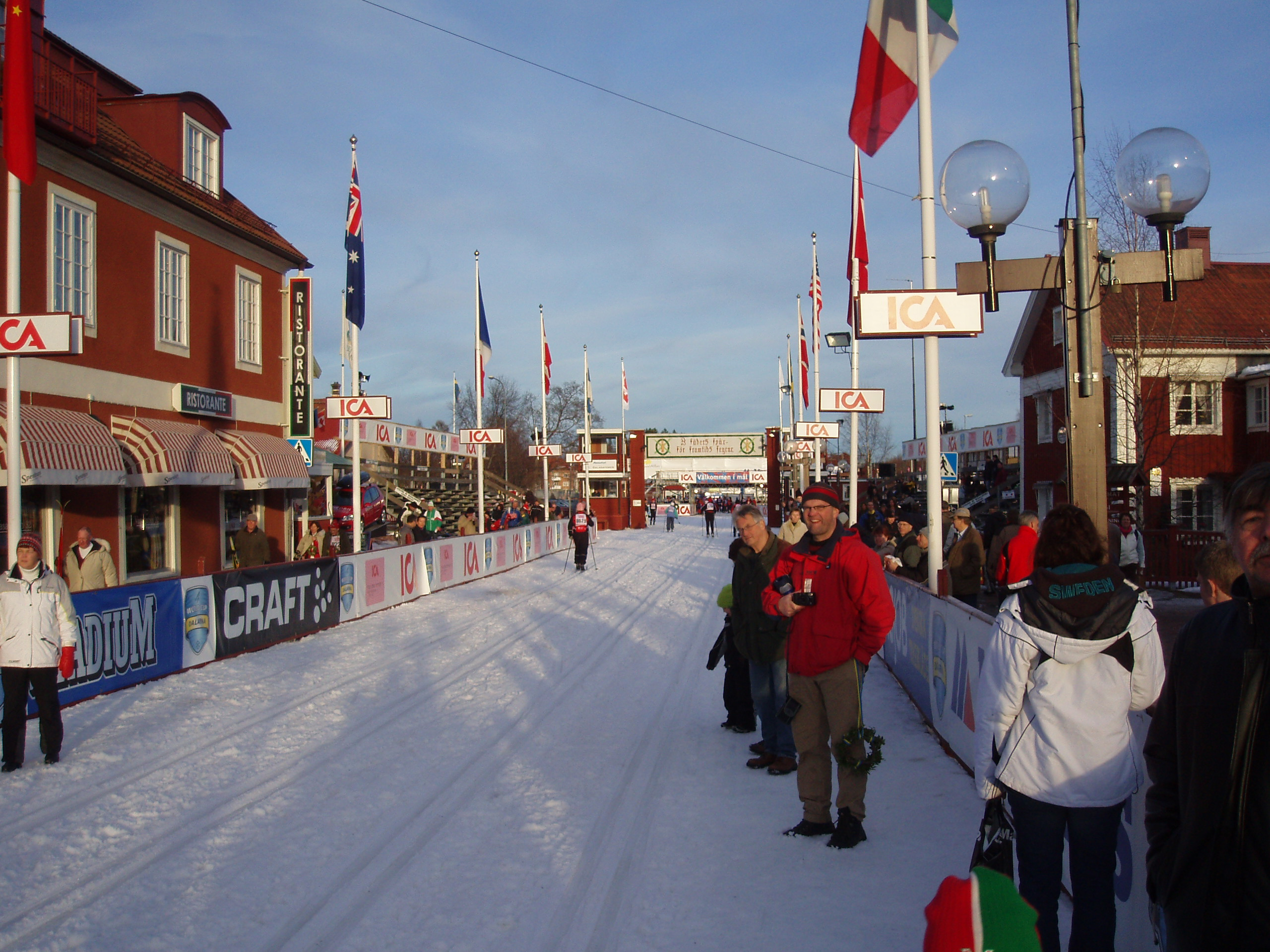
Chegada à meta em Mora

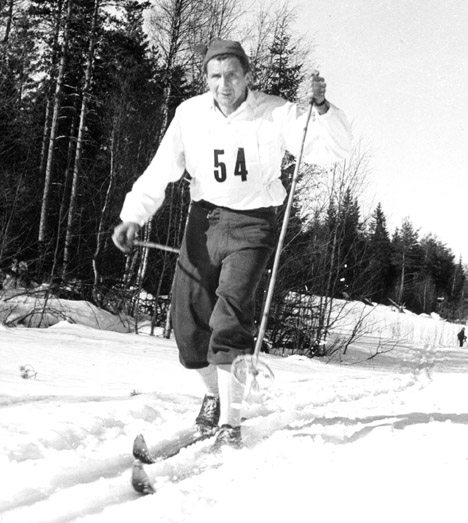
Nils ”Mora-Nisse” Karlsson venceu por 9 vezes a Corrida de Vasa, entre 1943 e 1953.

A Corrida de Vasa (em sueco: Vasaloppet;  PRONÚNCIA) é uma corrida de esquis anual, em que uma multidão de participantes percorre a distância de 90 km entre Sälen e Mora, na província histórica sueca da Dalecárlia.

Esta corrida tem lugar no primeiro domingo de março, desde 1922, participando nela uns 14 000 concorrentes, de ambos os sexos. Os melhores tempos registados até ao presente são 3:38.41 (Jörgen Brink, 2012, homens) e 4:08.24 (Vibeke Skofterud, 2012, senhoras). Nils Karlsson venceu a competição 9 vezes e Sofia Lind 5 vezes.

A Corrida de Vasa é disputada em memória da lendária fuga do rei Gustavo I Vasa para a Noruega, em 1521, quando ele era perseguido pelas tropas invasoras dinamarquesas.